# 547508 Perehorts
547508 Perehorts è un asteroide della fascia principale. Scoperto nel 2010, presenta un'orbita caratterizzata da un semiasse maggiore pari a 2,857346 UA e da un'eccentricità di 0,141117, inclinata di 10,062459° rispetto all'eclittica.